# 甲基吡啶𬭩盐
甲基吡啶𬭩盐是一种吡啶的衍生物，可以通过吡啶的N-甲基化反应得到。在某些咖啡产品中可以找到它。  它不存在于未经烘焙的咖啡豆中，而是在烘焙过程中由其前体化学品葫芦巴碱形成的。  科学家正在研究它的潜在抗癌特性，  特别是对结肠癌的作用。 

## 离子液体
甲基吡啶鎓离子的氯化物（N-甲基吡啶盐酸盐）在液态是一种离子液体。 几位作者在150 – 200°C（423 – 473 K）的温度范围内表征了甲基吡啶盐酸盐与氯化锌不同混合物的性能。 , , , 